# Аристарх Самофракійський
Аристарх Самофракійський, або Самотракі́йський (217 — 144 рік до н. е.), — давньогрецький граматик, філолог, голова Александрійської бібліотеки з 180 до 145 року до н. е.

## Життєпис
Стосовно особистого життя Аристарха мало відомостей. Народився він острові Самофракія. За часів Птолемея VI Філометора його запросили до праці в Александрійській бібліотеці. Тут він створив свої праці, виконуючи обов'язки бібліотекаря, після смерті Аристофана Візантійського у 180 році до н. е. очолював цю установу. Водночас виховував царевих нащадків.
З приходом до влади у Єгипті царя Птолемея VIII Аристарха було відправлено у заслання на Кіпр. Тут він заморив себе голодом у 144 році до н. е.

## Діяльність
Аристарх Самофракійський мав 800 творів з різного напрямку. Втім, до нашого часу дійшли лише невеличкі уривки. Особливо багато праць Аристарх мав з граматики. Він першим започаткував розподіл слів за частинами мови: іменник, дієслово, дієприкметник, займенник, прислівник, член речення, прийменник, сполучник.
Особливе місце Аристарх приділяв аналізу праць Гомера «Іліада» та «Одіссея». Ним були видані твори з критичними зарисами гомерівських творів. Ці літературні роботи Аристарха Самофракійського стали основними та керівними для багатьох поколінь.